# Olympique Gymnaste Club de Nice 1988-1989
Questa voce raccoglie le informazioni riguardanti l'Olympique Gymnaste Club de Nice nelle competizioni ufficiali della stagione 1988-1989.

## Maglie e sponsor
Lo sponsor tecnico per la stagione 1988-1989 è Puma, lo sponsor ufficiale è Tony Boy.
| Manica sinistra · Manica sinistra · Maglietta · Maglietta · Manica destra · Manica destra · Pantaloncini · Calzettoni |

## Rosa
| N. |                       | Ruolo | Calciatore           |
| -- | --------------------- | ----- | -------------------- |
|    | Francia (bandiera)    | P     | Gilles Morisseau     |
|    | Francia (bandiera)    | P     | Fabien Piveteau      |
|    | Francia (bandiera)    | D     | Hervé Blanc          |
|    | Francia (bandiera)    | D     | Jacky Bonnevay       |
|    | Francia (bandiera)    | D     | Jean-Pierre Bosser   |
|    | Jugoslavia (bandiera) | D     | Marko Elsner         |
|    | Francia (bandiera)    | D     | René Marsiglia       |
|    | Francia (bandiera)    | D     | Jean-Philippe Mattio |
|    | Francia (bandiera)    | C     | Daniel Bravo         |
|    | Marocco (bandiera)    | C     | Mustapha El Haddaoui |
|    | Francia (bandiera)    | C     | Éric Roy             |
|    | Francia (bandiera)    | C     | Claude Massa         |

| N. |                       | Ruolo | Calciatore            |
| -- | --------------------- | ----- | --------------------- |
|    | Francia (bandiera)    | C     | Philippe Mazzucchetti |
|    | Francia (bandiera)    | C     | Thierry Oleksiak      |
|    | Francia (bandiera)    | C     | Jean-Philippe Rohr    |
|    | Francia (bandiera)    | C     | Roger Ricort          |
|    | Francia (bandiera)    | C     | Éric Guérit           |
|    | Francia (bandiera)    | C     | François Soler        |
|    | Francia (bandiera)    | A     | Emmanuel Blanchard    |
|    | Senegal (bandiera)    | A     | Jules Bocandé         |
|    | Jugoslavia (bandiera) | A     | Miloš Đelmaš          |
|    | Francia (bandiera)    | A     | Toni Kurbos           |
|    | Camerun (bandiera)    | A     | Philippe N'Dioro      |
|    | Francia (bandiera)    | A     | Christophe Rempp      |